# 갤럭시 퀘스트
《갤럭시 퀘스트》(영어: Galaxy Quest)는 미국에서 제작된 딘 패리소 감독의 1999년 풍자 SF 코미디 영화이다. 팀 앨런, 시고니 위버, 앨런 리크먼, 토니 셜루브, 샘 록웰 등이 출연하였고, 마크 존슨 등이 제작에 참여하였다. 저스틴 롱과 레인 윌슨의 영화 데뷔작이다. 이 작품은 SF 영화와 SF 텔레비전 시리즈에 대한 오마주이며, 특히 스타 트렉과 트레키가 주 대상이다. 컬트 팬층을 모은 허구의 SF 텔레비전 시리즈 출연진이 이 시리즈를 다큐멘터리로 착각해 온 한 외계인 종족과 조우하면서 실제로 벌어지고 있는 우주 성간 분쟁에 휘말리게 된다는 이야기이다.
2000년 제26회 새턴상에서 SF 영화 부문 작품상을 비롯해 10개 부문에 후보로 올랐으며 팀 앨런이 남우 주연상을 수상하였다.

## 줄거리
1980년대 인기 우주 모험 시리즈 “갤럭시 퀘스트” 출연진은 현재 동인 행사에 참석하거나 마트 개업식 출석 등 소소한 홍보 일을 하고 있다. 관심은 주인공을 연기했던 제이슨이 독차지하고 있으며, 동료 출연자 궨, 알렉산더, 프레드, 토미는 이 상황을 분하게 여긴다.
한편 외계인 서미언들은 과거 갤럭시 퀘스트를 수신하고 이를 다큐멘터리로 오해하여 작품에 표현된 미덕에서 영감을 받아 본인들 사회를 조성해 왔다. 서미언들은 행사 일정을 소화 중인 제이슨을 찾아와 갤럭시 퀘스트에 나오는 우주선인 NSEA 프로텍터를 재현한 성간 우주선으로 그를 데려온다. 제이슨은 숙취 탓에 이동 중 깜빡 잠이 들고, 깨어난 후엔 자신이 그저 행사 차원에서 세트장에 온 것으로 착각한다.
서미언들의 적인 새리스가 갤럭시 퀘스트 최종화에서 언급된 비밀 병기 “오메가 13”을 내놓으라고 요구하자 제이슨은 적당한 연기로 이들과 어울려 주며 서미언들에게 명령을 내려 새리스를 물리친다. 서미언들은 감사를 표한 뒤 제이슨의 뜻을 받아들여 그를 지구로 돌려보내고, 술이 다 깬 제이슨은 이번엔 맨정신으로 이동 과정을 겪으면서 자신이 진짜 외계인들과 조우했다는 것을 깨닫는다. 흥분한 제이슨은 이를 동료 출연자들에게 털어놓지만 아무도 그의 말을 믿어주지 않는다.
또 제이슨의 도움이 필요해진 서미언들이 다시 나타나고, 이번엔 나머지 출연진, 그리고 단 한 편에 비극적 최후를 맞는 일회성 출연자로 나온 적이 있으며 출연진의 동인 행사 진행을 맡아 온 가이까지 딸려간다. 새리스는 오메가 13을 내놓으라고 거듭 요구하며 프로텍터를 공격하고, 프로텍터가 자기 지뢰 공간을 통해 도망치는 과정에서 동력원인 베릴륨 스피어가 손상된다. 출연진은 인근 행성에서 어린애 모습을 하고 있으나 흉포한 외계인들에게서 간신히 이를 대체할 스피어를 가져온다.
결국 새리스는 우주선을 접수하고, 제이슨은 자신들이 그저 배우에 불과하다는 걸 실토하게 된다. 진실을 알게 된 서미언 지도자 매서자는 환멸을 느낀다. 새리스는 프로텍터의 자폭 기능을 가동시키고 자신의 우주선으로 돌아간다. 제이슨과 궨은 갤럭시 퀘스트 광팬 브랜던과 통신을 주고받으며 도움을 받아 자폭을 중단시키고, 알렉산더는 서미언들을 이끌고 새리스에게 대항해 프로텍터 통제권을 되찾는다. 새리스의 우주선은 자기 지뢰 공간으로 유인돼 파괴된다. 그러나 죽음을 피한 새리스는 선교에서 급습을 가해 프로텍터 승무원 몇을 살해한다. 제이슨은 13초 전 과거로 돌아갈 수 있는 오메가 13을 발동시키고, 새리스가 공격에 들어가기 전에 그를 무장 해제시킨다.
서미언들과 작별한 출연진은 프로텍터 본체와 분리된 선교를 타고 갤럭시 퀘스트 동인 행사장에 불시착한다. 출연진이 무대로 걸어 나온 후 뒤에서 새리스가 다시 나타나지만 제이슨이 총으로 쏘아 무찌른다. 이를 특수 효과로 여긴 팬들은 그저 환호한다. 갤럭시 퀘스트 시리즈가 부활하여 속편 “갤럭시 퀘스트: 계속되는 여정”이 방송에 들어가고, 기존 출연진에 더해 가이와 랄리아리가 새로 등장한다.

## 출연진
- 팀 앨런 - 제이슨 네즈미스 역: 갤럭시 퀘스트 시리즈에서 주인공인 NSEA 프로텍터 지휘관 피터 퀸시 태거트 역을 연기한 배우.
- 시고니 위버 - 궨 더마코 역: 갤럭시 퀘스트에서 토니 매디슨 부함장 역을 연기한 배우로, 성적 대상으로만 소비되어 이에 분노해 왔다. 통신 장교인 토니는 우주선 컴퓨터에 명령을 내릴 수 있는 유일한 인물이다.
- 앨런 리크먼 - 알렉산더 데인 역: 갤럭시 퀘스트에서 고지능과 초능력을 지닌 맥타 외계 종족 출신 과학 장교 래저러스 박사 역을 연기한 배우. 본인의 고정 대사를 싫어한다.
- 토니 셜루브 - 프레드 콴 역:  갤럭시 퀘스트에서 1등 기관사인 기술 하사관 첸 역을 연기한 배우. 랄리아리와 연인이 된다.
- 샘 록웰 - 가이 플리그먼 역: 동인 행사의 갤럭시 퀘스트 출연진 담당. 갤럭시 퀘스트 출연 경력은 단 한 편의 에피소드에 단역 “승무원 6”으로 나온 것이 전부이다. 후에 부활한 갤럭시 퀘스트 시리즈에서는 이름이 있는 고정 배역인 보안 총책임자 “록” 잉거솔 역으로 출연한다.
- 대릴 미첼 - 토미 웨버 역: 갤럭시 퀘스트에서 조숙한 어린이 조종사 러레이도 중위 역을 연기한 배우.
  - 코빈 블루 - 어린 러레이도 역
- 엔리코 콜런토니 - 매서자 역: 서미언 대장.
- 로빈 색스 - 로스하 새리스 역: 파충류 인간형 외계인들을 이끄는 장군으로, 서미언들을 파괴하려고 한다.
- 패트릭 브린 - 퀠렉 역: 서미언. 알렉산더를 정신적 아버지로 여긴다.
- 미시 파일 - 랄리아리 역: 서미언. 프레드의 애정 상대. 갤럭시 퀘스트 새 시리즈에 “제인 도”라는 활동명으로 합류해 “랄리아리” 역으로 출연하게 된다.
- 제드 리스 - 테브 역: 서미언. 매서자의 부사령관.
- 저스틴 롱 - 브랜던 역: 갤럭시 퀘스트 팬.
- 제러미 하워드 - 카일 역: 브랜던의 친구.
- 하이디 스웨드버그 - 브랜던의 어머니 역
- 샘 로이드 - 네루 역: 서미언.
- 레인 윌슨 - 랭크 역: 서미언.

## 기타 제작진
- 미술: 린다 더세나
- 의상: 앨버트 울스키

## 우리말 녹음
SBS 성우진 (2003년 1월 1일)
- 설영범 - 제이슨(팀 앨런)
- 손정아 - 궨(시고니 위버)
- 강구한 - 알렉산더(앨런 리크먼)
- 이종혁 - 프레드(토니 셜루브)
- 한호웅 - 가이(샘 록웰)
- 김관진 - 퀠렉(패트릭 브린)
- 김소형 - 새리스(로빈 색스)
- 오인성 - 사회자(케빈 맥도널드)
- 이원준 - 토미(대릴 미첼)
- 정훈석 - 매서자(엔리코 콜런토니)
- 엄태국 - 브랜던(저스틴 롱)
- 윤성혜 - 랄리아리(미시 파일)

## 같이 보기
- 스페이스볼 (1987)
- 팬보이즈 (2009)
- 오빌 (2017-22)